# Cosio di Arroscia
Cosio di Arroscia est une commune italienne de la province d'Imperia en Ligurie.

## Histoire
Le 28 juillet 1957, dans l'arrière-salle d'un bar de Cosio d'Arroscia, un groupe d'artistes et d'écrivains révolutionnaires (Guy Debord, Michèle Bernstein, Ralph Rumney, Giuseppe Pinot-Gallizio, Asger Jorn, Walter Olmo, Piero Simondo (natif du village) et Elena Verrone) a fondé le mouvement Internationale situationniste.

## Administration
| Période                                  | Période  | Identité      | Étiquette | Qualité |
| ---------------------------------------- | -------- | ------------- | --------- | ------- |
| 14 juin 2004                             | En cours | Carlo Lanteri |           |         |
| Les données manquantes sont à compléter. |          |               |           |         |

### Communes limitrophes
Briga Alta, Mendatica, Montegrosso Pian Latte, Ormea, Pornassio